# NGC 420
NGC 420 é uma galáxia lenticular (S0) localizada na direcção da constelação de Pisces. Possui uma declinação de +32° 07' 23" e uma ascensão recta de 1 horas, 12 minutos e 09,6 segundos.
A galáxia NGC 420 foi descoberta em 12 de Setembro de 1784 por William Herschel.